# お荷物小荷物
『お荷物小荷物』（おにもつこにもつ）は、1970年10月17日から1971年2月13日まで、朝日放送(ABC)製作でTBS系列で放送されていたドラマである。

## 概要
シュールなブラックユーモアをちりばめて「脱・ドラマ」「脱・ホームドラマ」と呼ばれたアバンギャルドなテレビ番組と評された。
「脱ドラマ」と言われるように劇中では主演の中山千夏がハンドマイクを持って、共演者と制作スタッフにインタビューする場面があり、プロデューサーの山内久司が顔出しして中山からインタビューを受けたことがあった。沖縄県の基地問題・アイヌ問題・天皇制などを題材にするなど、社会派作品としての一面を持つ。テレビドラマの約束事を打ち破る手法で人気を博したが、当時の有識者からは「有害番組」と評された。
作品のキャッチフレーズは「超えてる人たちです」でフランス映画『彼女について私が知っている二、三の事柄』から影響を受けているとされる。各話にはサブタイトルが付けられ、第1話は主な舞台になった滝沢運送店 店主の忠太郎、忠太郎の息子である孝太郎と孝太郎の5人の息子たちの家族構成から「男だらけ」。第2話から第11話までは運送業界での専門用語を交えた一方で、第12話から最終回まではストーリーに関連した3つの単語を並べていた。
最終回は「18・19、最終回」というサブタイトルが付けられた。1回分の放送枠に第18話と第19話（最終話）を構成したことによるもので、実際には出演者が最終回に向けた意気込みをテレビカメラの前で語ったVTR、翌週から放送枠を引き継ぐ連続ドラマ『おも舵とり舵』の予告映像、第18話を順次放送した上で、放送枠の残り15分間を最終話に充てていた。最終話は第18話までと全く違うストーリーで、滝沢家の五兄弟が戦場に向けて突如出征。「日本国憲法第9条の削除」「自衛隊の軍隊昇格」「徴兵制の施行」という設定の下にブラックユーモアを交えながら、戦争の不条理を描いていた。滝沢家の倒壊シーンで実際にセットを引き倒した後に、セットが跡形もなくなったスタジオへ出演者が集合。その場で続編（『お荷物小荷物・カムイ編』）の制作を発表するという異例の展開で幕を閉じた。
全話を通じて、制作局の朝日放送（ABC）の本社があったABCセンターで収録。ABCは放送当時TBS系列の準基幹局であったため、本作品は東京放送（TBS）を始め、他のTBS系列局（中部日本放送、RKB毎日放送、北海道放送など）にネットした。
本作を放送した当時の業務用2インチビデオテープは非常に高価で大きかったため、VTR収録番組の映像の多くはテープの再利用を前提に、本放送を終えた後で消去された。本作は最終回以外の映像は現存しない。最終回の映像は横浜の放送ライブラリーで閲覧できるほか、TBSで1989年10月1日に放送された『テレビ探偵団』ゲストに招いた清水ミチコの思い出の作品として紹介された。
脚本を担当した佐々木守によれば、「最初から「脱・ドラマ」を意識していたわけではなく、脚本を制作側で膨らませるにつれて、自身もエスカレートしていった」と言う。滝沢家の次男　義（よし）役の浜田光夫は本作品でテレビドラマでの手応えを初めて感じたことから佐々木を敬愛。後に、佐々木が脚本を担当した特撮テレビドラマ『アイアンキング』に出演した。

## あらすじ
東京の下町にある滝沢運送店は、滝沢忠太郎を頭とする男7人家族が営む男尊女卑をモットーとする運送店である。この店に米国統治下の沖縄から上京した田の中 菊が住み込みのお手伝いとして働き始めた。
菊は実は「今帰仁 菊代（なきじん・きくよ）」という名前で、4年前に滝沢家でお手伝いをしていた姉　今帰仁 洋子の実妹である。洋子は仁と恋に落ち、結婚の許しを仁と忠太郎に請うのだが、一方的に捨てられてしまった。失意のうちに沖縄へ戻った洋子は、仁との間にできた息子の仁一を産むとすぐに死んでしまった。菊代（菊）は姉の復讐を果たすとともに仁一を滝沢家に認知させるために素性を隠して、滝沢家に潜り込んだ。
菊は男たちのしごきに耐え、得意の空手を駆使しながら、男たちを手玉に取り、彼らを次第に懐柔していくのだった。

## スタッフ
- 脚本：佐々木守
- 演出：西村大介、井尻益次郎
- プロデューサー：山内久司[注釈 4]
- 美術：阪本雅信
- 音楽：佐藤允彦
- 衣装：コシノヒロコ[注釈 5]
- 殺陣：湯浅謙太郎

## 出演者

### メイン キャスト
- 田の中 菊：中山千夏
- 滝沢 仁（じん、孝太郎の長男）：河原崎長一郎
- 滝沢 義（よし、孝太郎の次男）：浜田光夫
- 滝沢 礼（れい、孝太郎の三男）：林隆三
- 滝沢 智（とも、孝太郎の四男）：渡辺篤史
- 滝沢 信（しん、孝太郎の五男）：佐々木剛
- 滝沢 孝太郎（忠太郎の息子）：桑山正一
- 滝沢 忠太郎：志村喬

### その他
- 山田さくら：中原早苗
- 神野 毬子：鮎川いづみ
- 犬山 悌子：南風洋子
- 近松 千春：戸浦六宏
- 犬山 君子：宮前ゆかり
- 仁一：石田智晴

## サブタイトル
1. 男だらけ
2. 天地無用です
3. 横積禁止です
4. 御報参上します
5. 運賃着払いです
6. われもの注意です
7. 手かぎ無用です
8. 迅速ていねいです
9. 危険物禁止です
10. かけヒモ注意です
11. 重量制限守ります
12. 初荷初夢宝船
13. 花嫁・花婿・花女中
14. 迫害・裏切り・こんにちは
15. 荷妻・新床・新体験
16. 獄門・はりつけ・絞首台
17. 嗚咽・慟哭・しのび泣き
18. 18・19、最終回

## テーマ曲について
本作の劇中音楽はアメリカから帰国して間もない新進気鋭のジャズピアニストにして作曲家の佐藤允彦が担当した。オープニング テーマは小西康陽などの有名なアーティストに影響を与えた。
小西はNHKの『トップランナー』で「小西康陽とGroove Room Orchestra」として、この曲を演奏した。さらにワックワックリズム・バンドもこの曲をカバーした。オープニング テーマを収録したサウンドトラックは2012年7月25日に「『お荷物小荷物』音楽編」として発売された。

## スポンサー
- 中外製薬（一般薬事業はライオンに事業譲渡）
- 象印マホービン
- 味覚糖（現・UHA味覚糖）
- 旭光学（ペンタックス、現・リコーイメージング）